# Beneš-Mráz Be-60
Le Beneš-Mráz Be-60 Bestiola est un avion de tourisme tchécoslovaque de l'entre-deux-guerres.
Biplace côte à côte à cabine fermée, il se présentait comme un monoplan à aile haute contreventée reposant sur un très court atterrisseur sans essieu. Le premier des deux prototypes effectua son premier vol en 1935 à Choceň. Les essais furent rapidement menés et une série de 20 exemplaires lancée au profit des aéroclubs tchécoslovaques. Tous les appareils furent livrés entre avril et novembre 1936.